# Issa Zongo
Issa Zongo (ur. 27 lipca 1980 w Abidżanie) – burkiński piłkarz grający na pozycji pomocnika.

## Kariera klubowa
Zongo urodził się w Wybrzeżu Kości Słoniowej i tam też rozpoczął karierę piłkarską. Jego pierwszym klubem w karierze był Satellite FC z Abidżanu. W jego barwach zadebiutował w pierwszej lidze iworyjskiej i w barwach Satellite grał w niej do 2003 roku. W 2001 roku wywalczył z nim wicemistrzostwo Wybrzeża Kości Słoniowej.
W 2004 roku Zongo przeszedł do klubu z Burkina Faso, ASFA Yennega z Wagadugu. Wraz z ASFA Yennega trzykrotnie wywalczył mistrzostwo Burkiny Faso w latach 2006, 2009 i 2010. W swojej karierze zdobył już także Puchar Burkiny Faso (2009) i Superpuchar Burkiny Faso (2009).

## Kariera reprezentacyjna
W reprezentacji Burkiny Faso Zongo zadebiutował w 2000 roku. W 2002 roku był powołany do kadry na Puchar Narodów Afryki 2002. Na nim był rezerwowym i nie rozegrał żadnego spotkania. W kadrze narodowej grał do 2002 roku.